# Catalyst (informatyka)
Catalyst – wzorowany na Ruby on Rails, Springu i Maypole'u framework open source do szybkiego tworzenia aplikacji webowych napisany w języku Perl z użyciem architektury MVC (ang. Model-View-Controller).
Catalyst jako framework perlowy stosuje zasadę TIMTOWTDI (ang. There is more than one way to do it, jest wiele sposobów na zrobienie tego samego) i DRY (ang. Don’t Repeat Yourself, nie powtarzaj się), używa bardzo dużej liczby bibliotek CPAN np. mapowanie obiektowo-relacyjne (ang. Object-Relational Mapping) można realizować przez DBIx::Class, renderowanie szablonów to zwykle Template::Toolkit, cache pamięci to FastMMap, jest też bardzo elastyczny w możliwościach dostosowania go do własnych potrzeb, dodawania kolejnych pluginów.
Kolejną zaletą Catalysta nad aplikacjami perlowymi pisanymi jako CGI czy mod perl, jest łatwość uruchamiania go w różnych architekturach rozwiązań – może to być własny serwer, pozwalający na szybkie uruchomienie tworzonej aplikacji, CGI, FastCGI czy też mod_perl, nie ma więc tu ograniczenia jak w przypadku technologii mod_perl do konkretnego serwera WWW ani też problemów ze skalowaniem i wydajnością jak w przypadku CGI.